# Stelletta novaezealandiae
Stelletta novaezealandiae är en svampdjursart som beskrevs av Brøndsted 1924. Stelletta novaezealandiae ingår i släktet Stelletta och familjen Ancorinidae. Inga underarter finns listade i Catalogue of Life.